# Ракетные крейсера типа «Тикондерога»
Ракетные крейсера типа «Тиконде́рога» (англ. Ticonderoga-class of guided-missile cruisers) — тип ракетных крейсеров, стоящих на службе Военно-Морских Сил США. Корабли данного типа явились первыми боевыми кораблями ВМС США, оснащёнными боевой информационно-управляющей системой (БИУС) «Иджис». Головной корабль серии был заказан в 1978 году как эсминец УРО (DDG-47), но 1 января 1980 года, ещё до окончания постройки, был переклассифицирован в крейсер УРО (CG-47) в силу его существенно более высоких боевых возможностей. В качестве основы при разработке были взяты корпус и механизмы эсминца типа «Спрюэнс».

## Конструкция
Крейсера типа «Тикондерога» имеют характерный корпус с далеко вытянутым в нос полубаком, простирающимся на 85 % его длины, клиперский нос и транцевую корму. Обводы корпуса спроектированы с учётом уменьшения амплитуд бортовой и килевой качки и сопротивления воды движению корабля. На основе опыта эксплуатации эсминцев типа «Спрюенс» общая длина корабля за счёт удлинения носовой части была увеличена на 1,1 м, на ней установили специальный фальшборт длиной около 40 и высотой около 1,4 м для уменьшения воздействия волн в штормовую погоду на носовые установки — 127-мм АУ и УВП (установку вертикального пуска). С той же целью крейсера оснащаются системой стабилизации качки и бортовыми килями.
Согласно проекту крейсер длительное время должен удерживать скорость 20 узлов при 7-ми балльном волнении. Дымовые трубы разнесены по бортам и длине корабля. За ходовым мостиком и в средней части надстройки располагаются решётчатые мачты.
В конструкции корабля широко применены также долговечные материалы (алюминиевые сплавы, пластмассы, износоустойчивые покрытия). Погреба боеприпасов на кораблях проекта защищены 25-мм стальными плитами. Наиболее важные части надстройки дополнительно защищены сотовыми панелями. Верхняя палуба имеет виниловое покрытие.
По сравнению с другими американскими кораблями на крейсерах типа «Тикондерога» увеличена площадь жилых помещений, которые размещены в средней части корпуса и в надстройке. Койки сгруппированы в блоки по шесть штук и разделены лёгкими переборками. Конструкторами предусмотрены также специальные помещения для отдыха и занятий.
Каждый крейсер типа «Тикондерога» приспособлен для действий в условиях применения оружия массового поражения. В корпусе и надстройке отсутствуют иллюминаторы. Все внутренние помещения оборудованы системой кондиционирования воздуха.
На корабле смонтированы ленточные транспортёры и нории для передачи грузов с верхней палубы на нижние и перемещения их по отсекам. Один из транспортёров обеспечивает горизонтальное перемещение грузов по всей длине корабля — с носа до кормы. В носовой и кормовой частях оборудованы два поста приёма грузов, доставляемых вертолётами.
Модульная конструкция оборудования даёт возможность использовать метод агрегатного ремонта и быстро заменять неисправные блоки силами личного состава корабля и обслуживающей его плавбазы.

## Вооружение крейсеров
На первых пяти кораблях типа «Тикондерога» размещались обычные двухбалочные универсальные установки для запуска противокорабельных ракет «Гарпун», зенитных «Стандарт» и противолодочных АСРОК. Начиная с шестого корабля, их сменили установки вертикального пуска (УВП) ракет Mark 41 с ячейками-контейнерами. Применение УВП позволило повысить живучесть установки, увеличить боезапас и номенклатуру запускаемых ракет, сократить время реакции. Типовая загрузка УВП на крейсерах типа «Тикондерога» — 26 крылатых ракет «Томагавк», 16 ПЛУР ASROC и 80 ЗУР «Стандарт-2» — всего 122 ракеты в двух модулях.
В 2000—2011 годах все крейсера «Тикондерога» были модернизированы для обеспечения возможности применения ракет-перехватчиков RIM-161 Standard Missile 3. Эти ракеты позволяют при помощи наведения с радара Иджис поражать заатмосферные цели на дистанции в 500 км и на высоте до 160 км. 21 февраля 2008 года крейсер USS «Lake Erie» при помощи такой ракеты провёл успешный перехват неуправляемого спутника USA-193 на высоте в 247 км.

## Корабли типа «Тикондерога»
Всего было построено 27 крейсеров УРО типа «Тикондерога».
В строю на 2023 год оставались 14 крейсеров, причём 11 из них — под номерами с CG-63 по CG-73 — были ещё в 2015 финансовом году выведены в резерв для экономии средств.
| Название         | Номер | Верфь   | Порт базирования                                                 | Заказан    | Заложен    | Спущен     | В строю    | Планы списания |
| ---------------- | ----- | ------- | ---------------------------------------------------------------- | ---------- | ---------- | ---------- | ---------- | -------------- |
| Ticonderoga      | CG-47 | Ingalls | Утилизирован в Браунсвилле в октябре 2020                        | 22.09.1978 | 21.01.1980 | 25.04.1981 | 22.01.1983 | 30.09.2004     |
| Yorktown         | CG-48 | Ingalls | В отстое в Филадельфии                                           | 28.04.1980 | 19.10.1981 | 17.01.1983 | 04.07.1984 | 10.12.2004     |
| Vincennes        | CG-49 | Ingalls | Утилизирован в Браунсвилле, в июле 2011                          | 28.08.1981 | 19.10.1982 | 14.04.1984 | 16.07.1985 | 29.06.2005     |
| Valley Forge     | CG-50 | Ingalls | Затоплен 2.11.2006 на испытательном полигоне вблизи Кауаи, Гаваи | 28.08.1981 | 14.04.1983 | 23.06.1984 | 18.01.1986 | 30.08.2004     |
| Thomas S. Gates  | CG-51 | Bath    | Был отбуксирован в Новый Орлеан, для утилизации в июле 2017      | 20.05.1982 | 31.08.1984 | 14.12.1985 | 22.08.1987 | 15.12.2005     |
| Bunker Hill      | CG-52 | Ingalls | Сан-Диего                                                        | 15.01.1982 | 11.01.1984 | 11.03.1985 | 20.09.1986 | 2023 (план)    |
| Mobile Bay       | CG-53 | Ingalls | Сан-Диего                                                        | 15.01.1982 | 06.06.1984 | 22.08.1985 | 21.02.1987 | 10.08.2023     |
| Antietam         | CG-54 | Ingalls | Сан-Диего                                                        | 20.06.1983 | 15.11.1984 | 14.02.1986 | 06.06.1987 | 2023 (план)    |
| Leyte Gulf       | CG-55 | Ingalls | Норфолк                                                          | 20.06.1983 | 18.03.1985 | 20.06.1986 | 26.09.1987 | 2023 (план)    |
| San Jacinto      | CG-56 | Ingalls | Норфолк                                                          | 20.06.1983 | 24.07.1985 | 14.11.1986 | 23.01.1988 | 2023 (план)    |
| Lake Champlain   | CG-57 | Ingalls | Сан-Диего                                                        | 16.12.1983 | 03.03.1986 | 03.04.1987 | 01.06.1988 | 2024 (план)    |
| Philippine Sea   | CG-58 | Bath    | Мэйпорт                                                          | 27.12.1983 | 08.04.1986 | 12.07.1987 | 18.03.1989 | 2024 (план)    |
| Princeton        | CG-59 | Ingalls | Сан-Диего                                                        | 16.12.1983 | 15.10.1986 | 02.10.1987 | 11.02.1989 | 2025 (план)    |
| Normandy         | CG-60 | Bath    | Норфолк                                                          | 26.11.1984 | 07.04.1987 | 19.03.1988 | 09.12.1989 | 2025 (план)    |
| Monterey         | CG-61 | Bath    | Норфолк                                                          | 26.11.1984 | 19.08.1987 | 23.10.1988 | 16.06.1990 | 16.09.2022     |
| Chancellorsville | CG-62 | Ingalls | Сан-Диего                                                        | 26.11.1984 | 24.06.1987 | 15.07.1988 | 14.11.1989 | 2026 (план)    |
| Cowpens          | CG-63 | Bath    | Йокосука                                                         | 08.01.1986 | 23.12.1987 | 11.03.1989 | 09.03.1991 | 2035 (план)    |
| Gettysburg       | CG-64 | Bath    | Мэйпорт                                                          | 08.01.1986 | 17.08.1988 | 02.07.1989 | 22.06.1991 | 2036 (план)    |
| Chosin           | CG-65 | Ingalls | Перл-Харбор                                                      | 08.01.1986 | 02.07.1988 | 01.09.1989 | 12.01.1991 | 2038 (план)    |
| Hué City         | CG-66 | Ingalls | Мэйпорт                                                          | 16.04.1987 | 20.02.1989 | 01.06.1990 | 14.09.1991 | 23.09.2022     |
| Shiloh           | CG-67 | Bath    | Йокосука                                                         | 16.04.1987 | 01.08.1989 | 08.09.1990 | 24.04.1992 | 2039 (план)    |
| Anzio            | CG-68 | Ingalls | Норфолк                                                          | 16.04.1987 | 21.08.1989 | 02.11.1990 | 02.05.1992 | 22.09.2022     |
| Vicksburg        | CG-69 | Ingalls | Мэйпорт                                                          | 25.02.1988 | 30.05.1990 | 07.09.1991 | 21.09.1992 | 2041(план)     |
| Lake Erie        | CG-70 | Bath    | Перл-Харбор                                                      | 25.02.1988 | 06.03.1990 | 13.07.1991 | 24.07.1993 | 2043 (план)    |
| Cape St. George  | CG-71 | Ingalls | Сан-Диего                                                        | 25.02.1988 | 19.11.1990 | 10.01.1992 | 13.04.1993 | 2043 (план)    |
| Vella Gulf       | CG-72 | Ingalls | Норфолк                                                          | 25.02.1988 | 22.04.1991 | 13.06.1992 | 12.07.1993 | 04.08.2022     |
| Port Royal       | CG-73 | Ingalls | Перл-Харбор                                                      | 25.02.1988 | 18.10.1991 | 20.11.1992 | 09.07.1994 | 29.09.2022     |